# زي ماريو (لاعب كرة قدم)
زي ماريو هو لاعب كرة قدم برازيلي في مركز الوسط، ولد في 20 فبراير 1992 في Medianeira ‏ في البرازيل. لعب مع سبورت ريسيفي ونادي أيه بي سي ونادي إنترناسيونال ونادي كاشياس دو سول ونادي ناوتيكو.

## وصلات خارجية
- زي ماريو (لاعب كرة قدم) على موقع قاعدة بيانات كرة القدم.إي يو (الإنجليزية)
- زي ماريو (لاعب كرة قدم) على موقع Soccerway.com (الإنجليزية)
- زي ماريو (لاعب كرة قدم) على موقع عالم كرة القدم.نت (الإنجليزية)